# Sting in the Tail
Sting In The Tail – siedemnasty album niemieckiego zespołu rockowego Scorpions. Wydawnictwo ukazało się 19 marca 2010 roku w Europie. Natomiast w Stanach Zjednoczonych płyta została wydana 23 marca 2010 roku nakładem Universal Music Enterprises. Według zapowiedzi muzyków jest to ostatni album Scorpions.
Nagrania były promowane podczas trasy koncertowej Get-Your-Sting-and-Blackout-World Tour. Album został uznany za najlepszy album roku 2010 m.in. przez portale Classicrockrevisited.com i Rockhard.pl oraz wymieniony wśród dziesięciu najlepszych rockowych albumów roku przez portal Interia.pl.

## Lista utworów
Opracowano na podstawie materiału źródłowego.
1. "Raised on Rock" (muz: Andersson, Hansen, sł.: Hansen, Meine) - 3:57
2. "Sting in the Tail" (muz: Meine, Schenker, sł.: Meine) - 3:12
3. "Slave Me" (muz: Schenker, sł.: Meine, Jabs, Bazilian) - 2:44
4. "The Good Die Young" (feat. Tarja Turunen) (muz: Schenker, Kolonovits, sł.: Meine) - 5:14
5. "No Limit" (muz: Meine, Schenker, Bazilian, sł.: Meine, Schenker, Bazilian) - 3:24
6. "Rock Zone" (muz: Meine, Andersson, Hansen, sł.: Meine) - 3:17
7. "Lorelei" (muz: Schenker, Thomander, Wikström, sł.: Meine, Bazilian, Thomander, Wikström) - 4:31
8. "Turn You On" (muz: Schenker, Andersson, Hansen, sł.: Meine) - 4:25
9. "Let's Rock" (muz: Schenker, Meine, Bazilian, sł.: Meine, Bazilian) - 3:22
10. "SLY" (muz: Meine, Schenker, sł.: Meine) - 5:15
11. "Spirit of Rock" (muz: Schenker, Bazilian, sł.: Meine, Schenker, Bazilian) - 3:43
12. "The Best Is Yet to Come" (muz: Bazilian, Thomander, Wikström, sł.: Schenker, Bazilian, Thomander, Wikström) - 4:34
13. "Thunder and Lightning" (muz: Schenker, Meine, Kolonovits, sł.: Meine) (bonus na wersji japońskiej)

## Twórcy
Opracowano na podstawie materiału źródłowego.

- Klaus Meine – wokal prowadzący, wokal wspierający
- Matthias Jabs – gitara rytmiczna, gitara prowadząca, gitara akustyczna
- Rudolf Schenker – gitara rytmiczna, gitara prowadząca, wokal wspierający
- Paweł Mąciwoda – gitara basowa
- James Kottak – perkusja, wokal wspierający
- Tarja Turunen – gościnnie wokal
- Martin Hansen – produkcja muzyczna
- Mikael Nord Andersson – produkcja muzyczna
- Dirk Illing – dizajn
- Marc Theis – zdjęcia

## Pozycje na listach
| Lista                | Kraj              | Pozycja | Status          |
| -------------------- | ----------------- | ------- | --------------- |
| Media Control Charts | Niemcy            | 2       | platynowa płyta |
| Ö3 Austria Top 40    | Austria           | 6       | —               |
| Schweizer Hitparade  | Szwajcaria        | 6       | —               |
| Sverigetopplistan    | Szwecja           | 14      | —               |
| SNEP                 | Francja           | 16      | —               |
| AFP                  | Portugalia        | 21      | —               |
| Billboard 200        | Stany Zjednoczone | 23      | —               |
| PROMUSICAE           | Hiszpania         | 30      | —               |
| AMPROFON             | Meksyk            | 33      | —               |
| OLiS                 | Polska            | 41      | —               |
| MegaCharts           | Holandia          | 71      | —               |